# Леканемаб
Леканемаб — моноклональне антитіло, яке використовується для лікування хвороби Альцгеймера. Леканемаб діє на є бета-амілоїд. Його вводять шляхом внутрішньовенної інфузії пацієнтам з легкими когнітивними порушеннями або легкою деменцією. У клінічних випробуваннях він продемонстрував помірну ефективність у зменшенні відносного зниження когнітивних функцій порівняно з плацебо. Найпоширенішими побічними ефектами леканемабу є головний біль, реакції, пов'язані з інфузією, і аномалії візуалізації, пов'язані з амілоїдом. , Продається під торговою маркою Лекембі (Leqembi).
Леканемаб був спільно розроблений компаніями Eisai та Biogen. Він отримав схвалення за прискореною процедурою в Сполучених Штатах у січні 2023 року і був повністю схвалений FDA у липні 2023 року. Леканемаб був схвалений для медичного використання в Південній Кореї в травні 2024 року, і в Мексиці в грудні 2024 року.

## Медичне використання
Леканемаб показаний для лікування хвороби Альцгеймера людям з легкими когнітивними порушеннями або легкою деменцією, при помірній або важкій деменції.

### Ефективність
У клінічному дослідженні III фази за участю 1795 пацієнтів віком від 50 до 90 років із ранньою стадією хвороби Альцгеймера леканемаб на 27 % сповільнив клінічне погіршення після 18 місяців лікування порівняно з плацебо. В учасників середня оцінка CDR-SOB на початковому етапі становила приблизно 3,2, а через 18 місяців середня зміна цього показника становила +1,21 для леканемабу та +1,66 для плацебо. Для порівняння оцінка CDR-SOB становить 0 для нормального рівня, 0,5–2,5 для сумнівного порушення, 3,0–4,0 для дуже легкої деменції, 4,5–9,0 для легкої деменції, 9,5–15,5 для помірної деменції та 16,0–18,0 для важкої деменції.)

## Побічні ефекти
Леканемаб може спричинити аномалії візуалізації, пов'язані з амілоїдом (ARIA). ARIA часто протікає безсимптомно, але рідко можуть виникати серйозні та небезпечні для життя ускладнення. ARIA найчастіше проявляється як тимчасовий набряк мозку, який зазвичай зникає з часом і може супроводжуватися невеликими плямами кровотечі всередині або на поверхні мозку, хоча деякі люди можуть мати такі симптоми, як головний біль, сплутаність свідомості, запаморочення, зміни зору, нудота та судоми. У порівнянні з плацебо всі дози препарату викликали прискорене зморщування мозку.

## Фармакологія

### Механізм дії
Леканемаб — це моноклональне антитіло, що складається з гуманізованої версії мишачого антитіла, mAb158, яке розпізнає протофібрили та запобігає відкладенню бета-амілоїду на тваринних моделях хвороби Альцгеймера.

## Історія
У липні 2022 року Управління з продовольства і медикаментів США (FDA) прийняло заявку на прискорене схвалення леканемабу.
У вересні 2022 року компанія Biogen оголосила про позитивні результати поточного клінічного дослідження III фази.
У листопаді 2022 року було оголошено, що препарат успішно пройшов клінічні випробування та перевищив поставлену ціль у досягненні первинних кінцевих точок.

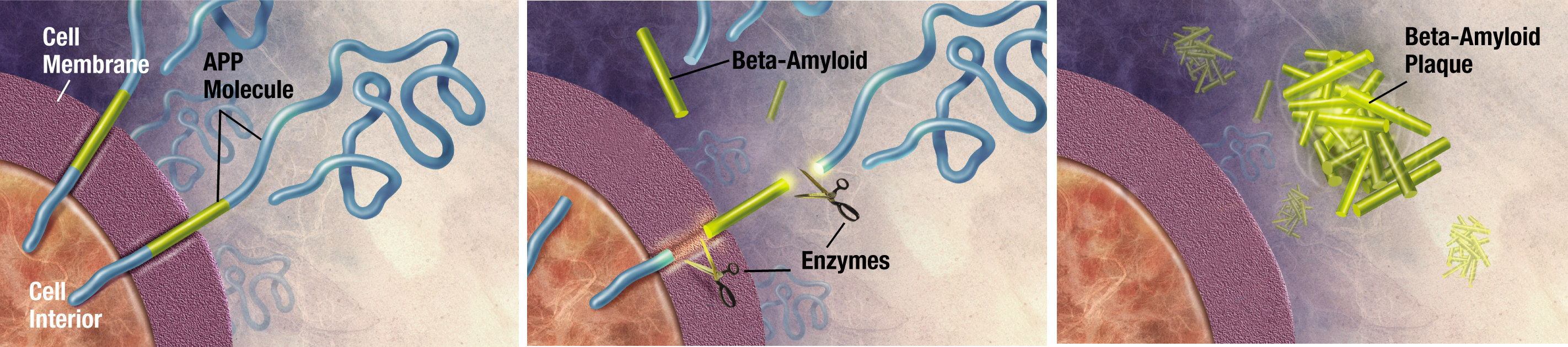
Ферменти діють на АРР (білок-попередник амілоїду) і розрізають його на фрагменти, один з яких називається бета-амілоїдом і має вирішальне значення для формування бляшок при хворобі Альцгеймера.

Ефективність леканемабу оцінювали в подвійному сліпому плацебо-контрольованому дослідженні з визначенням дози в паралельних групах за участю 856 учасників із хворобою Альцгеймера. Лікування було розпочато в учасників, чиє захворювання було на стадії легкого когнітивного порушення або легкої деменції та у яких була підтверджена наявність накопичення бета-амілоїду. Учасники, які отримували лікування, показали статистично значуще залежне від дози та часу зменшення бета-амілоїдної бляшки: ті, хто отримував затверджену дозу леканемабу, 10 міліграмів/кілограмів кожні два тижні мали статистично значуще зменшення кількості амілоїдних бляшок у мозку від вихідного рівня до 79-го тижня порівняно з тими, хто отримував плацебо, у яких не було зменшення амілоїдних бета-бляшок. 
FDA схвалило леканемаб у січні 2023 року за процедурою прискореного схвалення для лікування хвороби Альцгеймера. FDA задовольнило заявку на реєстрацію леканемабу за прискореною, пріоритетною процедурою для проривного лікування. Схвалення леканемабу було надано компанії Eisai R&amp;D Management Co., Ltd. У липні 2023 року FDA надало дозвіл на реєстрацію за звичайною процедурою.
Ефективність леканемабу оцінювали за результатами дослідження 301 (CLARITY AD), рандомізованого контрольованого клінічного дослідження III фази. Дослідження 301 було багатоцентровим, рандомізованим, подвійним сліпим, плацебо-контрольованим дослідженням із паралельними групами, у якому взяли участь 1795 учасників із хворобою Альцгеймера з легким когнітивним порушенням або легкою стадією деменції та підтвердженою наявністю бета-амілоїдних бляшок. Учасники були рандомізовані у співвідношенні 1:1 для отримання плацебо або леканемабу в дозі 10 мг/кг раз на два тижні. Леканемаб продемонстрував менше зниження суми балів за шкалою оцінки клінічної деменції (первинна кінцева точка) від базового рівня до 18 місяців, порівняно з плацебо. Статистично значущі відмінності між групами лікування також були продемонстровані за всіма іншими вторинними кінцевими точками.

## Суспільство і культура

### Правовий статус
Леканемаб схвалений у США, Японії, Китаї, Південній Кореї, Гонконзі, Ізраїлі, Об'єднаних Арабських Еміратах та Великій Британії.

#### Австралія
У жовтні 2024 року Австралійське управління терапевтичних товарів (TGA) вирішило не реєструвати леканемаб. У грудні 2024 року компанія Eisai звернулася з проханням про перегляд рішення, але TGA підтвердив своє рішення не реєструвати леканемаб у березні 2025 року.

#### Європейський Союз
У липні 2024 року Комітет з лікарських засобів для людини (CHMP) Європейського агентства з лікарських засобів (EMA) рекомендував відмовити в дозволі на продаж леканемабу. Виробник попросив провести повторну експертизу.
У листопаді 2024 року, після повторного розгляду свого початкового висновку, CHMP рекомендував надати дозвіл на продаж леканемабу (Leqembi) для лікування легких когнітивних розладів (проблеми з пам'яттю та мисленням) або легкої деменції внаслідок хвороби Альцгеймера (рання стадія хвороби Альцгеймера) у людей, які мають лише одну копію або не мають жодної копії ApoE4, певної форми гена білка. аполіпопротеїн E.

#### Велика Британія
У серпні 2024 року Агентство з регулювання лікарських засобів і медичних товарів (MHRA) видало дозвіл на продаж в Англії, Шотландії та Уельсі. Його не можна застосовувати людям із двома копіями алеля ApoE4. За статистикою, у цих людей хвороба Альцгеймера розвивається частіше та раніше, але вони також мають особливо високу частоту ГРІ під час лікування леканемабом. За даними MHRA, ризик переважує користь для цих людей, тому перед початком лікування рекомендується генетичне тестування.
Англійське відділення Національної служби охорони здоров'я (NHS) оголосило, що не покриватиме витрати на леканемаб, оскільки, згідно з проектом вказівок Національного інституту здоров'я та досконалості догляду (NICE), невелика вигода не виправдовує вартість лікування.
Після Брекзиту обіг ліків в Північній Ірландії регулюється Європейським агентством з лікарських засобів відповідно до Протоколу Північної Ірландії.

### Економіка
Ціна Lecanemab становить US$26,500 на рік, з оцінкою компанії «суспільна цінність на одного пацієнта» 37 600 доларів США. Проте аналіз економічної ефективності, проведений Інститутом клінічного та економічного огляду (ICER), прийшов до висновку, що прийнятним буде широкий діапазон від 8 900 до 21 500 доларів США. Згідно з підрахунками виробника Eisai, близько 85 % відповідних людей з ранньою формою хвороби Альцгеймера в Сполучених Штатах охоплені страховкою Медікер.
Переглянувши клінічні дані та розглянувши інші потенційні переваги, недоліки та контекстуальні міркування, зазначені вище, Каліфорнійський форум з оцінки технологій одноголосно дійшов висновку, що леканемаб має «низьку» довгострокову цінність. За ціною леканемабу приблизно 5 % із 1,4 мільйона людей у США, які мають право на лікування хвороби Альцгеймера, націлене на бета-амілоїд, зможуть його отримати протягом п'яти років, не перевищуючи поріг потенційного впливу на бюджет ICER у 777 мільйонів доларів на рік. У результаті ICER опублікував попередження щодо доступності леканемабу для лікування хвороби Альцгеймера. Це сповіщення вказує на те, що витрати на лікування можуть викликати навантаження на систему охорони здоров'я в короткостроковій перспективі, що призведе до витіснення інших послуг і швидкого зростання витрат на страхування.

## Дослідження
Леканемаб був спільно розроблений компаніями Eisai і Biogen і проходить клінічні випробування для лікування хвороби Альцгеймера.
Він продемонстрував статистично значущу, але слабку ефективність.
Згідно з клінічними дослідженнями III фази (n = 1795), леканемаб був пов'язаний з підтипами ARIA-E (набряк мозку) і ARIA-H (мікрокрововиливи або невеликі крововиливи та гемосидероз). Також можуть виникнути реакції, пов'язані з інфузією, від легких до помірних.